# Piaristická kolej (Moravská Třebová)
Budova bývalé piaristické koleje v Moravské Třebové je kulturní památkou ČR od 14. března 2001. Dnes jsou její prostory využívány městským úřadem.

## Historie

### Snahy Josefa Georga Zechy
O zřízení gymnázia v Moravské Třebové usiloval bohatý obchodník se suknem a primátor města, Josef Georg Zecha. Roku 1758 město navštívila panovnice Marie Terezie, v doprovodu svého manžela Františka Štěpána Lotrinského a syna Josefa II. Zecha uspořádal pro hosty snídani, kde předložil návrh zřízení gymnázia. Se žádostí sice neuspěl, ale panovnice povolila alespoň zřízení trojtřídní chlapecké školy. Jejího otevření se ale Zecha nedožil, zemřel 26. února 1762. Ve své závěti z 15. června 1761 ale odkázal 30 000 zlatých na zřízení školy a 1 000 zlatých pro koupi pozemku pro školu.

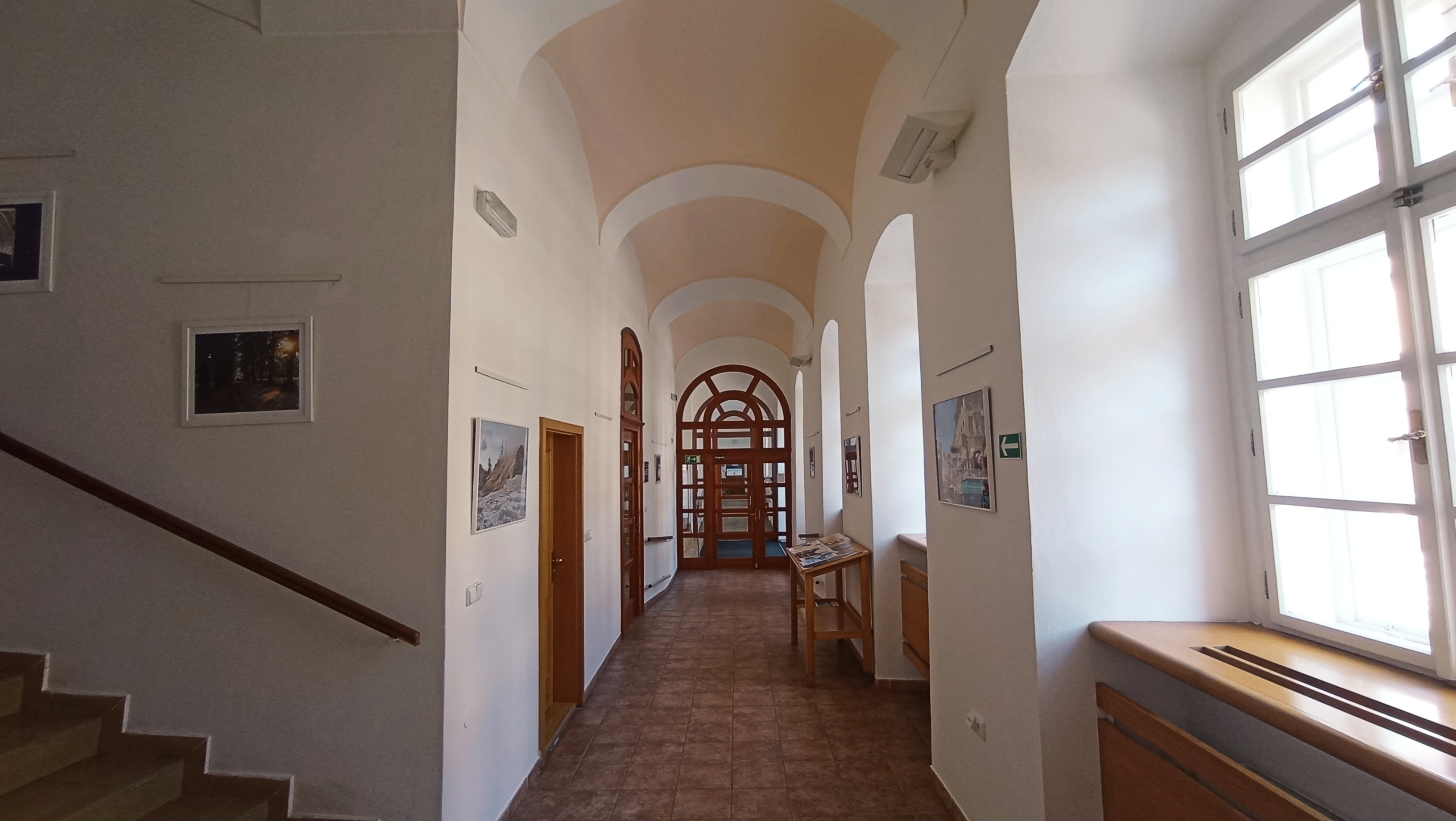
Chodba v gymnáziu

### Příchod piaristů
Příslušníci Řádu zbožných škol (piaristů) přišli do města roku 1762. První školu otevřeli na Brněnské ulici. Ke koupi pozemku před Dolní branou došlo roku 1764. V následujícím roce byl piaristům předán do správy špitální kostel. K výstavbě budovy koleje, kam piaristé přesídlili, došlo mezi lety 1766–1773. Finance na stavbu pocházeli z fondu Josefa Georga Zechy a darů městské rady. Další žádost o povýšení školy na gymnázium proběhla roku 1798, byla ale opět neúspěšná.

### Vznik gymnázia
Úspěšně bylo gymnázium otevřeno až roku 1804. Otevření předcházela audience zástupců městské rady u císaře Františka roku 1803. Dekret k oficiálnímu otevření vydal 26. července, který následovalo zahájení výuky 14. listopadu 1804. Zájem o školu byl tak velký, že mezi lety 1805–1806 bylo gymnázium zvětšeno o další přístavbu. Z této doby pochází také hodinová věž. Učilo se celkem v pěti třídách.

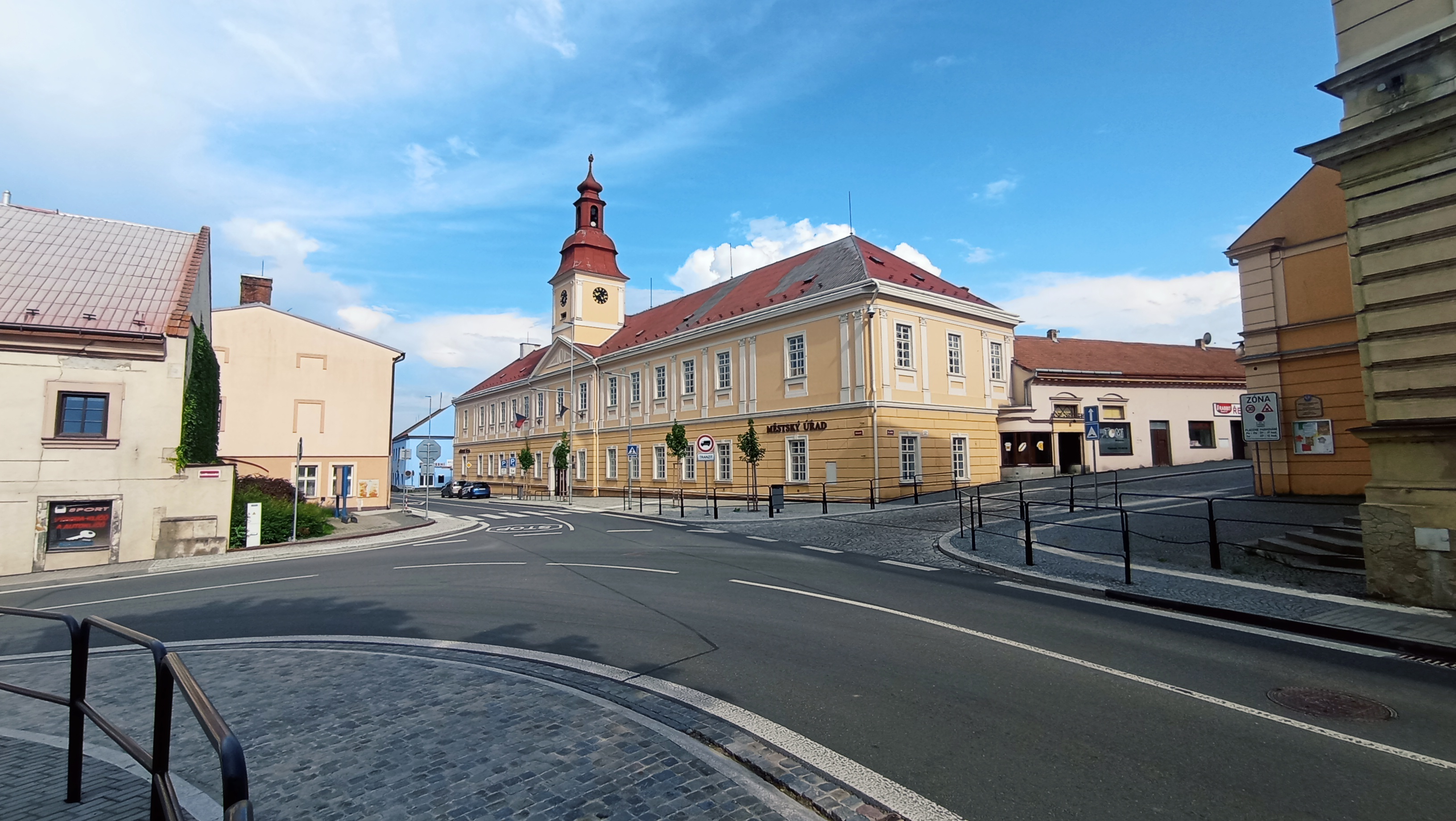
Bývalá piaristická kolej v Moravské Třebové

### Krize a konec piaristického gymnázia
Ke konci 20. let 19. století se škola potýkala s finančními problémy. Gymnázium bylo roku 1829 uzavřeno. S tím se ale město nesmířilo. Znovuotevření se podařilo už roku 1832. Piaristické gymnázium ale bylo už roku 1851 nahrazeno nižším gymnáziem a trojtřídní reálnou školou. I tato škola byla zrušena, a to roku 1873. Město tak předalo gymnázium do státní správy, znovu otevřelo roku 1874, a v roce 1882 opětovně povýšeno na vyšší gymnázium. Poslední příslušník moravskotřebovských piaristů zemřel 24. ledna 1902.

## Popis budovy

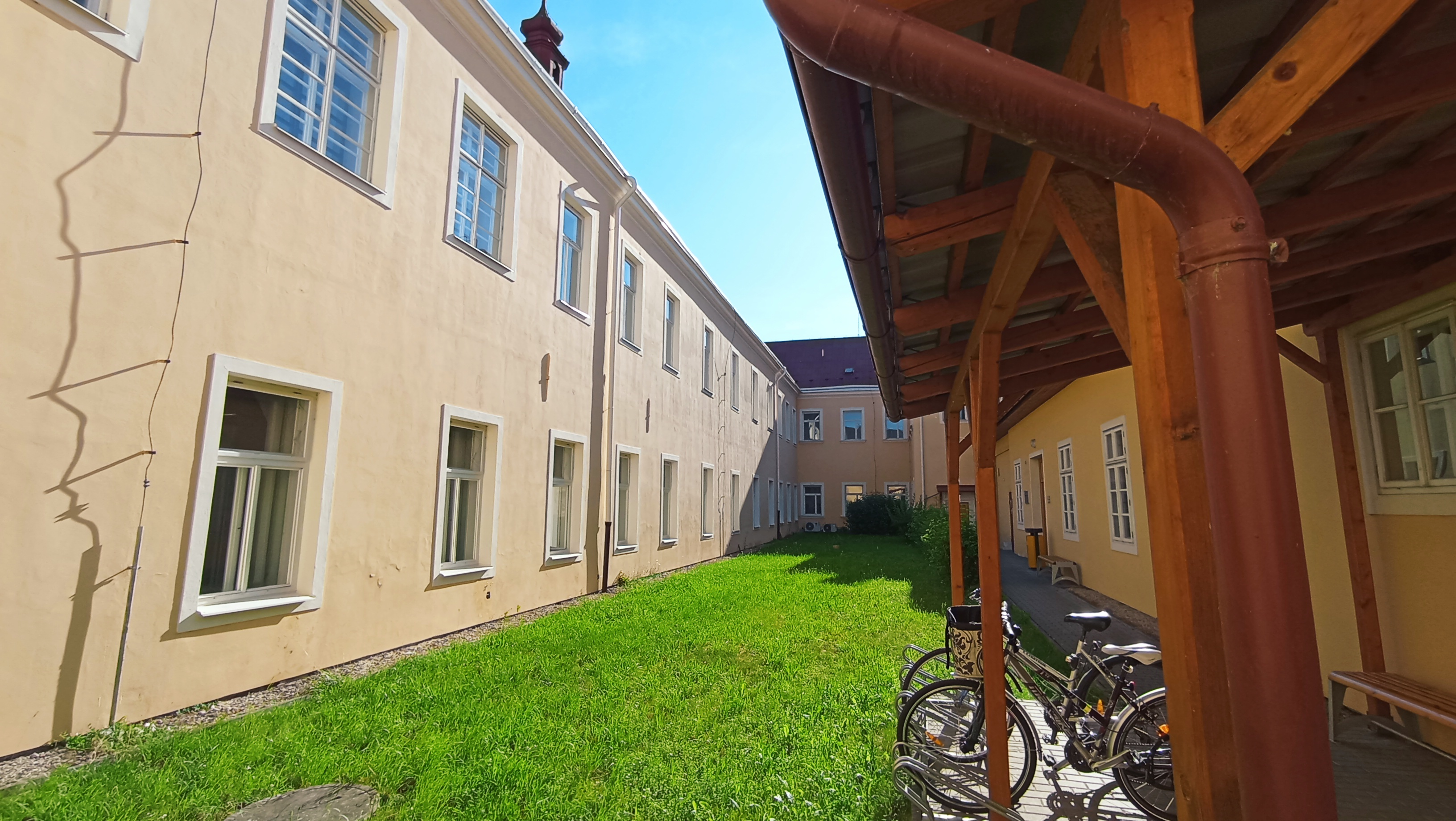
Dvorní trakt koleje

Trojkřídlá budova stojí na okraji historického jádra. V hlavním průčelí se nachází rizalit a hodinová věž. Lehce předstupující rizalit je zdoben trojúhelníkovým štítem s oválným zrcadlem s trojúhelnými výsečemi po stranách. Vstupní portál z Olomoucké ulice má půlkruhový záklenek. Hladké široké ostění je omítnuto bíle a přerušeno plochým klenákem a římsami. Okna zdobí lištové šambrány a parapetní výplně s vpadlým zrcadlem obdélného tvaru. Nad hlavicemi pilastrů probíhá profilovaná kordonová římsa. Dvorní průčelí má okna osazena do jednoduchým plochých šambrán. Střecha je valbová krytá plechem.